# 중구동
중구동(中區洞)은 대한민국 경상북도 안동시의 동이다. 동 주민센터는 서동문로 238(법흥동)에 있다.

## 연혁
- 1914년 3월 1일 : 안동군 안동면 서부동, 율세동, 신세동, 동부동 설치
- 1931년 4월 1일 : 안동읍 승격으로 본정, 태사정, 앵정, 율세정, 남문정, 영남정이 되었다.
- 1947년 1월 1일 : 일본식 동 명칭 개정으로 삼산, 서부, 북문, 옥정, 율세, 신세, 법흥, 동문, 동부, 운흥, 남문, 남부, 천리동이 되었다.
- 1964년 3월 20일 : 동기구 개편에 따라 삼산 · 서부 · 북문동을 중구동, 옥정 · 율세동을 옥율동, 신세 · 법흥동을 신흥동, 동문 · 동부 · 운흥을 동구동, 남문 · 남부 · 천리동을 남구동으로 통합
- 1973년 7월 1일 : 목성동과 화성동을 중구동에 편입.
- 1983년 2월 15일 : 동구 · 남구동을 통합 동남동으로 통합하고 상아동 일부가 신흥동에 편입. 와룡면 중가구동 · 산야동 · 서지동 일부 편입
- 1997년 7월 1일 : 과소동 통폐합으로 중구동과 동남동을 중구동으로 통합, 옥율동과 신흥동을 동구동으로 통합, 화성동이 법상동으로 편입
- 1998년 12월 1일 : 과소동 통폐합으로 중구동과 동구동을 중구동으로 통합

## 법정동
| 행정동 | 법정동         | 설명 |
| ------ | -------------- | --- |
| 중구동 | 삼산동(三山洞) | 이 지역 동쪽으로 삼뭇들, 장거리들이 있어서 삼뭇돌이라는 이름을 갖게 되었다. 조선 시대 이 지역에는 객사(客舍)가 많이 있었다고 전해지고 있으며 삼산이란 명칭은 삼뭇에서 유래하였다. |
| 중구동 | 서부동(西部洞) | 조선 후기 안동부 서부에 속하여 안막리(安幕里), 삼곡리(三谷里), 천리(泉里), 당북리(堂北里), 북찰리, 내거천리, 외거천리 등을 관할하였다. 1914년 행정구역 통폐합에 따라 서문내동(西門內洞)과 천리의 각 일부를 통합하여 서부동이 되었다. 1931년 안동읍제 실시에 따라 일본식 지명인 본정4정목(本町4丁目)이 되었다가 1947년 일제 잔재 청산의 일환으로 서부동이 되었다. 1963년 안동읍이 시로 승격함에 따라 안동시 서부동이 되었다. 서부란 지명은 안동부의 서쪽에 있다는 데 연유한다.                                                                       |
| 중구동 | 북문동(北門洞) | 조선 후기 안동부 북부 지역에 속하였다. 1914년 행정구역 통폐합에 따라 율세동(栗世洞)에 편입되었다. 1931년 안동읍제 실시에 따라 율세동 일부를 분할하여 일본식 지명인 태사정(太師町)이 되었다. 1947년 일제 잔재 청산의 일환으로 태사정이 북문동이 되었고, 1963년 안동읍이 시로 승격함에 따라 안동시 북문동이 되었다. 북문이란 지명은 안동부성의 북문이 있다는 데 연유한다. |
| 중구동 | 율세동(栗世洞) | 조선 후기 안동부 동부에 속한 지역으로 밤절골, 밤적골 또는 율세리라고 하였다. 1914년 행정구역 통폐합에 따라 신세리(新世里)와 안막리(安幕里)의 일부를 통합하여 율세동이 되었다. 1931년 안동읍제 실시에 따라 율세동이 일본식 지명인 앵정(櫻町), 태사정(太師町), 율세정(栗世町) 등으로 분할되었다가 1947년 일제 잔재 청산의 일환으로 율세정이 율세동으로 되었다. 1963년 안동읍이 시로 승격함에 따라 안동시 율세동이 되었다. 율세란 지명은 밤나무가 많았다는 데 지명이 연유한다.                                                                         |
| 중구동 | 옥정동(玉井洞) | 조선 후기 안동부 동부 지역에 속하여 맑고 큰 우물이 있다고 하여 신정리(新井里)라고 하였다. 1914년 7월 행정구역 통폐합에 따라 율세동(栗世洞)에 편입되었다. 1931년 안동읍제 실시에 따라 율세동의 일부를 분할하여 일본식 지명인 앵정(櫻町)이 되었다. 1947년 일제 잔재 청산의 일환으로 옥정동이 되었고, 1963년 안동읍이 시로 승격함에 따라 안동시 옥정동이 되었다. 옥정이란 지명은 맑고 큰 우물이 있었다는 데 연유한다. |
| 중구동 | 신세동(新世洞) | 조선 후기 안동부 동부에 속한 지역으로 새절골, 새적골 또는 신사동이라 불렀다. 1914년 행정구역 통폐합에 따라 용상리(龍上里), 용하리, 율세리(栗世里) 등의 각 일부를 통합하여 신세동이 되었다. 1931년 안동읍제 실시에 따라 2지구로 분할하여 일본식 지명인 신세정(新世町)과 영남정(嶺南町)으로 되었다. 1947년 일제 잔재 청산의 일환으로 신세정은 신세동, 영남정은 법흥동(法興洞)이 되었고, 신세동은 1963년 안동읍이 시로 승격함에 따라 안동시 신세동이 되었다. 신세란 지명은 새 절이 있었다는 데 연유한다.                                               |
| 중구동 | 남문동(南門洞) | 조선 후기 안동부 동부에 속하였다가 1914년 행정구역 통폐합에 따라 동부동(東部洞)에 편입되었다. 1931년 안동읍제 실시에 따라 일본식 지명인 남문정2정목(南門町2丁目)이 되었다. 1947년 일제 잔재 청산의 일환으로 남문동이 되었고, 1963년 안동읍이 시로 승격함에 따라 안동시 남문동이 되었다. 남문이란 지명은 안동부성의 남문이 있었다는데 연유한다. |
| 중구동 | 법흥동(法興洞) | 조선 후기 안동부 동부에 속한 지역으로 법흥골 또는 법흥이라 하였다. 1914년 행정구역 통폐합에 따라 신세동(新世洞)에 편입되었다. 1931년 안동읍제 실시에 따라 신세동 일부를 분할하여 일본식 지명인 영남정(嶺南町)이 되었다. 1947년 일제 잔재 청산의 일환으로 법흥동이 되었고, 1963년 안동읍이 시로 승격함에 따라 안동시 법흥동이 되었다. 법흥이란 지명은 법흥사가 있었다는 데 연유한다. |
| 중구동 | 동부동(東部洞) | 조선 후기 안동부 동쪽에 해당하는 지역으로, 용흥리(龍興里), 운흥리(雲興里), 입석리(立石里), 율곡리(栗谷里), 신정리(新亭里), 원북리(院北里) 등을 관할하였다. 1914년 행정구역 통폐합에 따라 동문내동(東門內洞), 운흥리, 서문내동, 천리(泉里), 신세리(新世里), 용하리 등의 각 일부를 통합하여 동부동이 되었다가 1931년 안동읍제 실시에 따라 일본식 지명인 본정2정목(本町2丁目)이 되었다. 1947년 일제 잔재 청산의 일환으로 동부동이 되었고, 1963년 안동읍이 시로 승격함에 따라 안동시 동부동이 되었다. 동부란 지명은 안동부의 동쪽에 있다는 데 연유한다. |
| 중구동 | 운흥동(雲興洞) | 조선 후기 안동부 동부 지역에 속한 곳으로 운흥리라 하였다. 1914년 행정구역 통폐합에 따라 동부동(洞部洞)에 편입되었다가 1931년 안동읍제 실시에 따라 일본식 지명인 팔굉정1정목(八紘町1丁目)이 되었다. 1947년 일제 잔재 청산의 일환으로 운흥동이 되었고, 1963년 안동읍이 시로 승격함에 따라 안동시 운흥동이 되었다. 운흥이란 지명은 운흥사가 있었다는 데 연유한다. |
| 중구동 | 천리동(泉里洞) | 조선 후기 안동부 서부에 속한 지역으로 샘골 또는 천리라고 하였다. 1914년 행정구역 통폐합에 따라 서부동(西部洞)에 편입되었다. 1931년 안동읍제 실시에 따라 일본식 지명인 팔굉정2정목(八紘町2丁目)이 되었다가 1947년 일제 잔재 청산의 일환으로 천리동이 되었다. 1963년 안동읍이 시로 승격함에 따라 안동시 천리동이 되었다. 천리란 지명은 큰 샘이 있다는 데 연유한다. |
| 중구동 | 남부동(南部洞) | 원래 안동군 안동면 동부지역으로 남문거리, 남부동이라 하였다. 1914년 행정구역 통폐합에 따라 안동면 동부동(東部洞)에 편입되었으며, 1931년 안동면이 읍으로 승격되면서 동부동의 일부를 갈라서 남문정 1정목(南門町一丁目)이라 하였다. 1947년 남부동으로 개칭되었으며, 1964년 안동읍이 시로 승격되면서 안동시 남구동 관할의 법정동이 되었다. |
| 중구동 | 목성동(木城洞) | 조선 후기 안동부 서부에 속한 지역으로 잿골 또는 성야동이라 하였다. 1914년 행정구역 통폐합에 따라 법상동(法尙洞)에 편입되었다가 1947년 행정구역 변경으로 법상동에서 분리·독립되어 목성동이 되었다. 1963년 안동읍이 시로 승격함에 따라 안동시 목성동이 되었다. 목성이란 지명은 목성산(일명 蠶頭山) 밑에 있다는 데 연유한다. |

## 교육 기관
- 안동초등학교 (남문동)
- 안동동부초등학교 (신세동)
- 안동시립 웅부도서관 (동문동)
- 가톨릭상지대학교 (율세동)

## 주요 기관
- 안동소방서 (법흥동)
- 안동세무서 (동부동)
- 안동우편집중국 (법흥동)
- 안동상공회의소 (운흥동)
- 안동의료원 (북문동)
- 안동시보건소 (북문동)

## 문화
- 안동탈춤공연장 (운흥동)
- 안동체육관, 안동시시설관리공단 (운흥동)
- 문화플랫폼 모디684 (구 안동역사, 운흥동)
- 안동웅부공원, 영가헌 (동부동)
- 안동문화원 (동부동)

## 유통
- 홈플러스 안동점 (운흥동)
- 안동구시장 (남문동)

## 문화재
- 안동 신세동 칠층전탑
- 동부동 오층 전탑
- 안동 태사묘 (북문동)
- 법흥동 고성이씨 종택
- 안동 임청각 (법흥동)
- 안동 운흥동 당간지주

## 교통
- 국도 제5호선
- 국도 제34호선
- 국도 제35호선